# Gottfried Heinrich zu Pappenheim

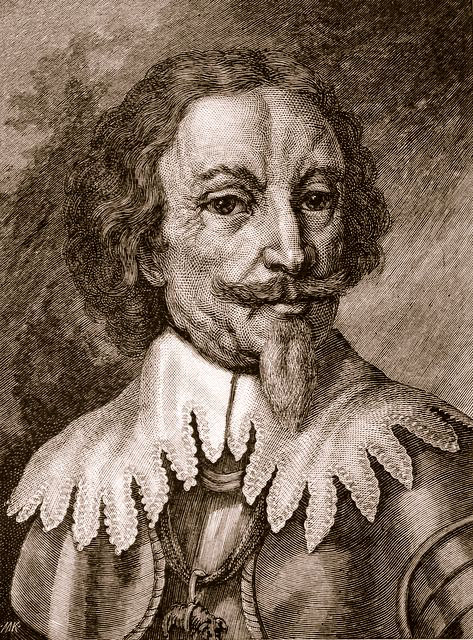
Gottfried Heinrich zu Pappenheim

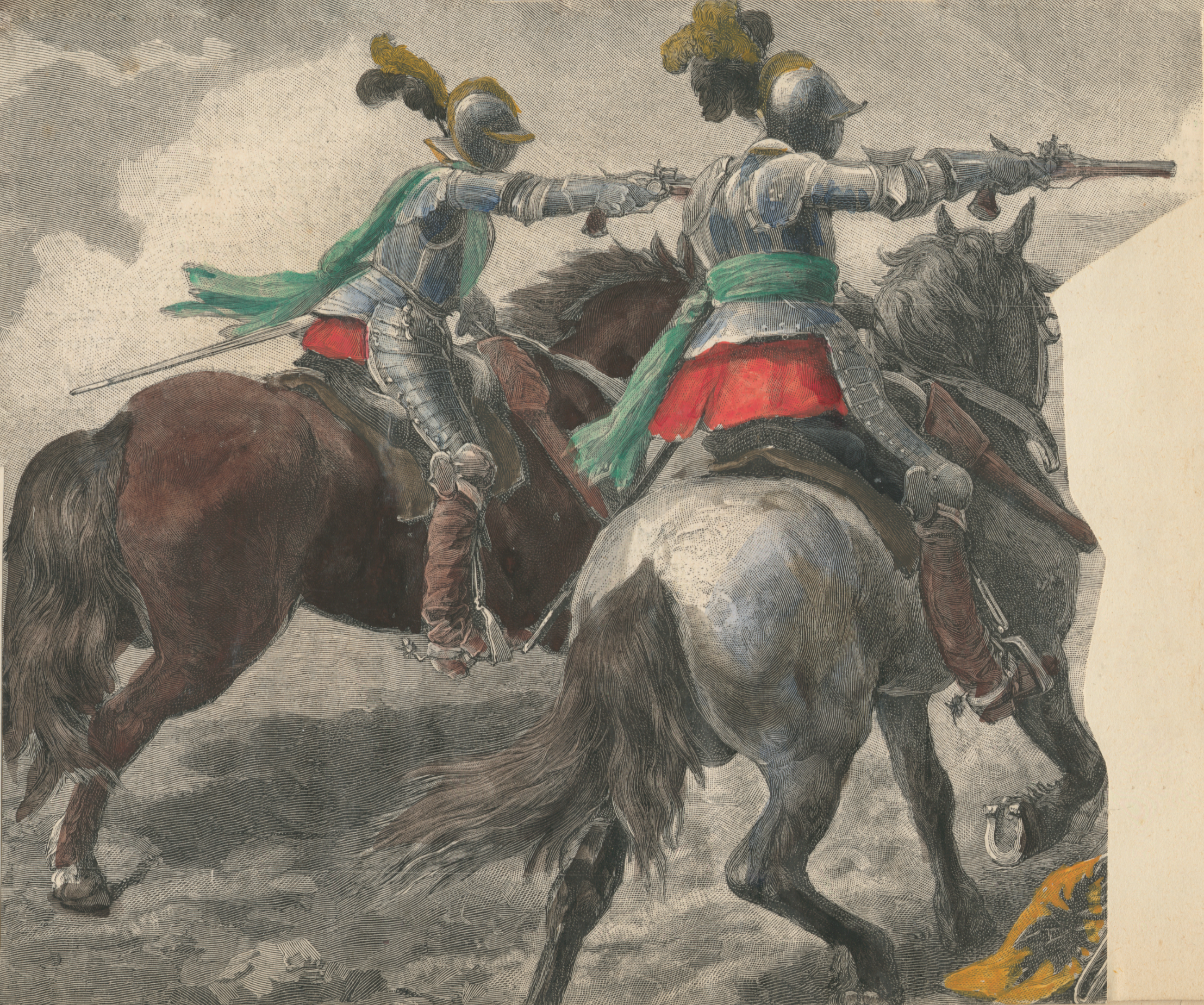
Kirasjerzy Pappenheima

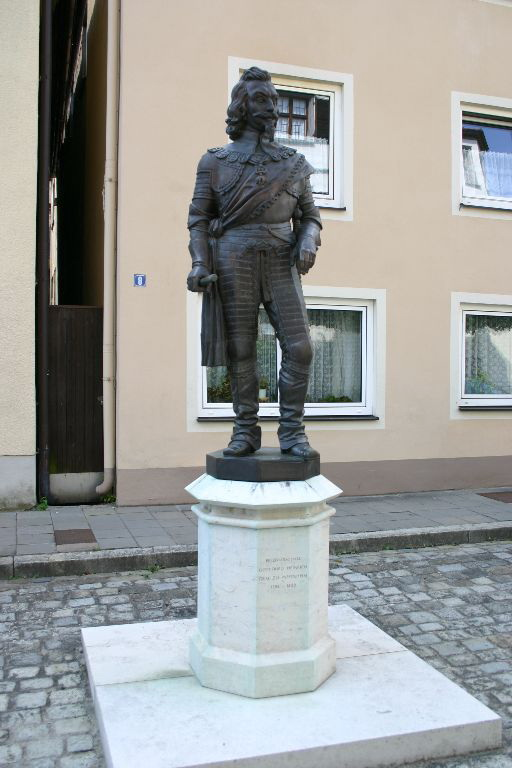
Pomnik wodza w rodzinnej miejscowości

Gottfried Heinrich Graf zu Pappenheim (ur. 29 maja 1594, zm. 17 listopada 1632) – marszałek polny Świętego Cesarstwa Rzymskiego, wódz z czasów wojny trzydziestoletniej.
Urodził się w miejscowości Pappenheim nad Altmühl, w środkowej Bawarii (Frankonia), skąd pochodziło nazwisko jego rodu.
W młodości otrzymał starannie wykształcenie, m.in. na uczelniach w Altdorf pod Norymbergą oraz w Tybindze, następnie w poszukiwaniu przygód wędrował po południowej i środkowej Europie, poznając przy tym obce języki. Pobyt w tych krajach doprowadził go ostatecznie do przyjęcia wiary katolickiej (1614), którą zachował do śmierci. Na początku wielkiej wojny zrezygnował z kariery prawniczej i dyplomatycznej, wybierając zawód żołnierza. Doświadczenia zdobyte w służbie w wojskach polskich (szczególnie w zakresie sposobu walki kawalerii) zaczął praktycznie wykorzystywać walcząc po stronie Ligi Katolickiej.
Wkrótce został obersztlejtnantem (Oberstleutnant – odpowiednik podpułkownika) i wykazał się niezwykłą odwagą w bitwie na Białej Górze pod Pragą (8 listopada 1620). W następnym roku walczył przeciw Mansfeldowi w zachodnich Niemczech, a w 1623 został pułkownikiem regimentu kirasjerów, nazwanych później „papenheimowcami” (Pappenheimer). W tym samym roku poprowadził wojska do Włoch i wspomagał działania Hiszpanów w Lombardii i Gryzonii. Sławę przyniosła mu zwłaszcza długa i bohaterska obrona pozycji w Riva del Garda. 
W 1626 elektor Bawarii Maksymilian I, przywódca Ligi Katolickiej, wezwał go do Niemiec, powierzając stłumienie niebezpiecznego powstania, jakie wybuchło w Górnej Austrii. Podjąwszy się tego zadania, Pappenheim pokonywał wojska powstańcze mimo ich rozpaczliwego oporu, i stłumił rebelię w ciągu kilku tygodni ze szczególnym okrucieństwem (np. w Eferding, Gmunden, Vöcklabruck oraz Wolfsegg w okresie 15-30 listopada 1626). Następnie pełnił służbę pod komendą hr. von Tilly w działaniach przeciw królowi Danii Chrystianowi IV; oblegał i zdobył Wolfenbüttel. Choć w nagrodę spodziewał się zostać udzielnym księciem Brunszwik-Wolfenbüttel, oczekiwania te pozostały niespełnione.
W 1628 podniesiony został do rangi hrabiego cesarstwa (Reichsgraf). Uczestniczył w oblężeniu i szturmie Magdeburga przez wojska Tilly'ego, mając niesławny udział w wielkiej rzezi mieszkańców miasta (tzw. Magdeburgs Opfergang).
Dowodził jazdą w bitwie pod Breitenfeld,
gdzie jego szarże skutecznie były odpierane przez Szwedów. W przegranej bitwie Pappenheim umiejętnie chronił tyły wycofujących się wojsk przed atakami nieprzyjaciela. Znaczną sławę zdobył dzięki podjazdowym działaniom przeciw wojskom Gustawa Adolfa nad dolnym Renem i Wezerą, skutecznie utrudniając Szwedom dostawy posiłków oraz zaopatrzenia.
Dalekosiężnymi działaniami i niezwykłą aktywnością obejmował obszar północnych Niemiec oraz wschodniej Holandii od miasta Stade do Kassel oraz od Hildesheim do Maastricht. Mianowany feldmarszałkiem w służbie cesarskiej, został wezwany, by dołączyć do armii Wallensteina, u którego boku walczył w Saksonii przeciwko Szwedom. Później znów stając na czele wydzielonego korpusu, skierowany został w kierunku  Kolonii oraz nad dolny Ren. 
Wezwany do nagłego powrotu, pojawił się ze swą kawalerią w trakcie decydującej bitwy pod Lützen (16 listopada 1632), przeprowadzając tam brawurową szarżę, w stylu tradycji jazdy poznanych wcześniej w Polsce. Natarcie to uratowało od klęski cesarską armię Wallensteina, ale okupione zostało śmiercią Pappenheima, który otrzymał śmiertelną ranę mniej więcej wówczas, gdy zginął król Szwecji Gustaw Adolf. Zmarł w drodze do Lipska jeszcze tego samego dnia lub rankiem następnego. Pochowano go w grobowcu znajdującym się w kaplicy Matki Bożej Pasawskiej w kościele opackim praskiego klasztoru na Strahowie.

## Literatura
- Kriegsschriften von baierischen Officieren I, II, V. (Monachium 1820)
- Hess: Gottfried Heinrich Graf zu Pappenheim (Lipsk 1855)
- Ersch and Grüber: Allgemeine Encyklopädie, III, II (Lipsk 1838)
- Wittich [w] Allgemeine Deutsche Biographie (Lipsk 1887)